# アダイヤー
アダイヤー（Adayar、2018年3月31日 - ）は、イギリスの競走馬。主な勝ち鞍は2021年のダービー、キングジョージVI世&クイーンエリザベスステークス。

## 生い立ち
本馬の母であるAnna Salaiは、グロット賞(仏G3)勝ち馬で、アイリッシュ1000ギニー2着馬。本馬と同じゴドルフィンの所有馬で、本馬はゴドルフィンによる自家生産馬であり、ゴドルフィンの専属調教師であるチャーリー・アップルビー厩舎へ預託された。

## 戦績
この項の出典は、特記なき限りRacing Postによる。

### 2歳(2020年)
ノッティンガム競馬場の未勝利戦でウィリアム・ビュイック騎乗でデビューし、4着に敗れる。10月28日に行われた未勝利戦で9馬身差の圧勝で初勝利を飾った。

### 3歳(2021年)
年明け緒戦として出走したクラシックトライアル(英G3)で2着、その後1戦を挟んでエプソム競馬場で行われたダービートライアルステークス(英L)でも2着となった。
続いてダービーステークスに出走。騎乗したアダム・カービーはジョンリーパーに騎乗予定であったが、同馬がランフランコ・デットーリに騎乗変更となり、本馬にカービーが騎乗することとなった。同レースでは直線内に1頭分空いたスペースから抜け出し、2着に食い込んだ最低10番人気タイのモジョスターに4馬身1/2差をつけ優勝した。カービーはダービー初制覇となった。
次走として出走したキングジョージ6世&クイーンエリザベスステークスでは、道中2番手から直線で逃げたブルームを交わして先頭に立つとミシュリフや1番人気ラヴの追撃を凌ぎ勝利した。ダービーとキングジョージの両競走を制覇するのは祖父であるガリレオ以来20年振りとなった。
その後は10月3日に行われた凱旋門賞へ直行。レースでは前走に引き続きウィリアム・ビュイックが騎乗し、逃げ馬不在の中1.2番手を進み直線粘るも4着に敗戦。その後中1週でイギリスチャンピオンステークスに出走し、直線では内を突くも伸びあぐね5着に敗れた。

### 4歳(2022年)
6月3日のコロネーションカップを初戦を予定していたが、軽度の体調不良を理由で回避。プリンスオブウェールズステークス、エクリプスステークスと目標を切り替えるも次々と回避。その後はキングジョージ6世&クイーンエリザベスステークス連覇を目指すも登録を見送り回避した。
復帰戦となったのは9月8日のドンカスター競馬場の一般戦で、3頭立ての競走ながらも3馬身3/4差で快勝して健在ぶりを披露した。
その後は10月16日のチャンピオンステークスに2番人気で出走。最終コーナーから早めの進出で先頭を伺うもベイブリッジに半馬身差抑えれて2着に敗れた。

### 5歳(2023年)
5月7日のゴードンリチャーズステークスに出走。3番手から位置を上げていき、早めに先頭に立って2着アンマートに2馬身半を付けて格の違いを見せつけた。6月21日のプリンスオブウェールズステークスでは道中3番手追走から最後の直線で逃げ粘るルクセンブルグとの一騎打ちとなるも最後方から追い込んできたモスターダフにかわされて3着に敗れた。7月13日のG2プリンセスオブウェールズステークスでは2番手追走から残り2ハロンで一旦は先頭に立ったが、3番手追走から脚を伸ばしてきたイスラーにかわされ、4馬身半差の2着と完敗した。レース後の7月28日に現役を引退することが発表された。

## 競走成績
| 競走日 | 競走日 | 競馬場           | 競走名                    | 格 | 頭 数 | 馬 番 | 人気 | 着順 | 騎手         | 距離馬場      | タイム  | 着差   | 1着馬（2着馬）    |
| ------ | ------ | ---------------- | ------------------------- | -- | ----- | ----- | ---- | ---- | ------------ | ------------- | ------- | ------ | ----------------- |
| 2020.  | 10.14  | ノッティンガム   | 未勝利戦                  |    | 11    | 1     | 1人  | 4着  | W.ビュイック | 芝1670m（重） |         | 6 1/2  | Set Point         |
|        | 10.29  | ノッティンガム   | 未勝利戦                  |    | 14    | 15    | 2人  | 1着  | W.ビュイック | 芝1670m（重） |         | -9     | （Alpine Stroll） |
| 2021.  | 04.23  | サンダウン       | クラシックトライアル      | G3 | 10    | 1     | 4人  | 2着  | J.ドイル     | 芝1990m（良） |         | 1/2    | Alenquer          |
|        | 05.08  | リングフィールド | ダービートライアルS       | L  | 6     | 1     | 1人  | 2着  | W.ビュイック | 芝2320m（重） |         | 1 1/4  | Third Realm       |
|        | 06.05  | エプソム         | ダービー                  | G1 | 11    | 1     | 7人  | 1着  | A.カービー   | 芝2410m（稍） | 2:36.85 | -4 1/2 | （Mojo Star）     |
|        | 07.24  | アスコット       | KGVI & QES                | G1 | 5     | 4     | 2人  | 1着  | W.ビュイック | 芝2390m（良） | 2:26.54 | -1 3/4 | （Mishriff）      |
|        | 10.03  | パリロンシャン   | 凱旋門賞                  | G1 | 14    | 10    | 5人  | 4着  | W.ビュイック | 芝2400m（良） |         | 4      | Torquator Tasso   |
|        | 10.16  | アスコット       | 英チャンピオンS           | G1 | 9     | 4     | 2人  | 5着  | W.ビュイック | 芝1990m（良） |         | 7      | Sealiway          |
| 2022.  | 09.08  | ドンカスター     | 条件戦                    |    | 3     | 1     | 1人  | 1着  | W.ビュイック | 芝2050m（稍） | 2:08.13 | -3 3/4 | （Masekela）      |
|        | 10.15  | アスコット       | 英チャンピオンS           | G1 | 9     | 1     | 2人  | 2着  | W.ビュイック | 芝1990m（稍） |         | 1/2    | Bay Bridge        |
| 2023.  | 05.07  | ニューマーケット | ゴードンリチャーズS       | G3 | 5     | 2     | 1人  | 1着  | W.ビュイック | 芝2000m（重） | 2:05.37 | -2 1/2 | Anmaat            |
|        | 06.21  | アスコット       | プリンスオブウェールズS   | G1 | 6     | 1     | 3人  | 3着  | W.ビュイック | 芝1990m（良） |         | 4 1/2  | Mostahdaf         |
|        | 07.13  | ニューマーケット | プリンセスオブウェールズS | G2 | 4     | 2     | 1人  | 2着  | W.ビュイック | 芝2400m（良） |         | 4 1/2  | Israr             |

## 種牡馬時代
2024年から北海道日高町のダーレー・ジャパン・スタリオン・コンプレックスにてフクムと共に繋養されることが決まった。

## 血統表
| アダイヤーの血統        | アダイヤーの血統                          | アダイヤーの血統                          | （血統表の出典）                          | （血統表の出典） |
| 父系                    | サドラーズウェルズ系                      | サドラーズウェルズ系                      | サドラーズウェルズ系                      | [ § 2 ]          |
| 父 Frankel 2008 鹿毛    | 父の父Galileo 1998 鹿毛                   | Sadler's Wells                            | Northern Dancer                           | Northern Dancer  |
| 父 Frankel 2008 鹿毛    | 父の父Galileo 1998 鹿毛                   | Sadler's Wells                            | Fairy Bridge                              |                  |
| 父 Frankel 2008 鹿毛    | 父の父Galileo 1998 鹿毛                   | Urban Sea                                 | Miswaki                                   | Miswaki          |
| 父 Frankel 2008 鹿毛    | 父の父Galileo 1998 鹿毛                   | Urban Sea                                 | Allegretta                                |                  |
| 父 Frankel 2008 鹿毛    | 父の母Kind 2001 鹿毛                      | Danehill                                  | Danzig                                    | Danzig           |
| 父 Frankel 2008 鹿毛    | 父の母Kind 2001 鹿毛                      | Danehill                                  | Razyana                                   |                  |
| 父 Frankel 2008 鹿毛    | 父の母Kind 2001 鹿毛                      | Rainbow Lake                              | Rainbow Quest                             | Rainbow Quest    |
| 父 Frankel 2008 鹿毛    | 父の母Kind 2001 鹿毛                      | Rainbow Lake                              | Rockfest                                  |                  |
| 母 Anna Salai 2007 鹿毛 | 母の父Dubawi 2002 鹿毛                    | Dubai Millennium                          | Seeking The Gold                          | Seeking The Gold |
| 母 Anna Salai 2007 鹿毛 | 母の父Dubawi 2002 鹿毛                    | Dubai Millennium                          | Colorado Dancer                           |                  |
| 母 Anna Salai 2007 鹿毛 | 母の父Dubawi 2002 鹿毛                    | Zomaradah                                 | Deploy                                    | Deploy           |
| 母 Anna Salai 2007 鹿毛 | 母の父Dubawi 2002 鹿毛                    | Zomaradah                                 | Jawaher                                   |                  |
| 母 Anna Salai 2007 鹿毛 | 母の母Anna Palariva 1995 栗毛             | Caerleon                                  | Nijinsky                                  | Nijinsky         |
| 母 Anna Salai 2007 鹿毛 | 母の母Anna Palariva 1995 栗毛             | Caerleon                                  | Foreseer                                  |                  |
| 母 Anna Salai 2007 鹿毛 | 母の母Anna Palariva 1995 栗毛             | Anna of Saxony                            | Ela-Mana-Mou                              | Ela-Mana-Mou     |
| 母 Anna Salai 2007 鹿毛 | 母の母Anna Palariva 1995 栗毛             | Anna of Saxony                            | Anna Matrushka                            |                  |
| 母系(F-No.)             | (FN:7-f)                                  | (FN:7-f)                                  | (FN:7-f)                                  | [ § 3 ]          |
| 5代内の近親交配         | Northern Dancer 4×5×5、Mr. Prospector 5×5 | Northern Dancer 4×5×5、Mr. Prospector 5×5 | Northern Dancer 4×5×5、Mr. Prospector 5×5 | [ § 4 ]          |
| 出典                    | 1. 2. 3. 4.                               | 1. 2. 3. 4.                               | 1. 2. 3. 4.                               | 1. 2. 3. 4.      |